# 朱溪镇
朱溪镇是中国浙江省仙居县所辖的一个镇。面积185.69平方千米，人口3.08万人。邮编：317327。 

## 历史沿革
1958年建朱溪公社，1984年改乡，1986年建镇，1992年大洪、岭梅、溪上三乡并入。

## 行政区划
镇政府驻朱溪村。

下辖54个行政村：朱溪一、朱溪二、朱溪三、朱溪四、官屋、大园、江上一、江上二、后岸、岩前、下交岙、南塘、小园田垟、平院、大山、盘坑、朱家岸、龙皇堂、河口、下家山、郑家山、梅岙、利坑、大加、山后陈、上王周、栗树园、大塘岸、横塘、大洪、前周、石人、后塘、垟口、板辽、下郑、上郑、北山、下塘、西井、大邵、包下、郑坑、溪上、金庄、岭上、沙头、上岙、岭根、连头、张山、苦竹坪、丰田。